# 甕津半島

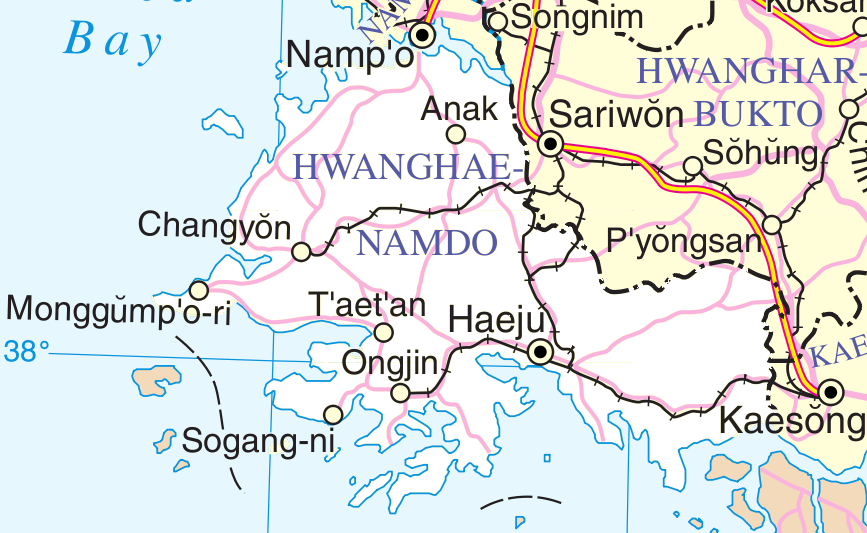
甕津半島

甕津半島（：／）是朝鲜半岛黄海南道西南部伸向黄海的半岛。朝鲜战争时甕津戰役发生于此。
滅惡山脈向黄海延伸，在此形成溺灣。甕津半島可分为三部分，西部称邑底半島（읍저반도），中部为馬山半島（마산반도），东部是康翎半島（강령반도）。甕津半島的附属岛屿有巡威島、龍湖島（용호도）、麒麟島、昌麟島、漁化島（어화도）等。
1945年日本战败之时，甕津半島属日治朝鲜黄海道甕津郡、碧城郡管辖。因半岛位于北纬38度线以南，9月2日半岛被划给大韩民国，属京畿道。朝鲜战争之后，南北双方在1953年签订《朝鲜停战协定》重划军事分界线，瓮津半岛改隶朝鲜民主主义人民共和国。现瓮津半岛行政归属黄海南道甕津郡与康翎郡。